# Puchar Polski w piłce siatkowej kobiet (2016/2017)
Puchar Polski w piłce siatkowej kobiet 2016/2017 – 60. sezon rozgrywek o siatkarski Puchar Polski odbywający się od 1932 roku. 

## System rozgrywek
Rozgrywki składały się z sześciu rund wstępnych, ćwierćfinałów i turnieju finałowego. Drużyny, które grają w II lidze rozpoczynają od 1. rundy. Następnie w 3. rundzie do zwycięzców z 2. rundy dojdą drużyny z I ligi, następnie w 6. rundzie rozpoczną rozgrywki drużyny z OrlenLigi. Turniej rozgrywany jest systemem pucharowym - przegrana drużyna odpada. Gospodarzem w rundach wstępnych jest drużyna, która zajęła niższą pozycję w klasyfikacji końcowej lub z niższej ligi. Gospodarzami meczów pomiędzy drużynami OrlenLigi jest drużyna wyżej sklasyfikowana po pierwszej rundzie fazy zasadniczej sezonu 2016/2017.

## Drużyny uczestniczące
| ORLEN Liga 12 drużyn                     | ORLEN Liga 12 drużyn |
| ---------------------------------------- | -------------------- |
| Chemik Police                            | zwycięzca            |
| Budowlani Łódź                           | finał                |
| Impel Wrocław                            | półfinał             |
| KS Developres Rzeszów                    | półfinał             |
| Tauron Banimex MKS Dąbrowa Górnicza      | ćwierćfinał          |
| KS Pałac Bydgoszcz                       | 4. runda             |
| PTPS Piła                                | 4. runda             |
| ŁKS Commercecon Łódź                     | 4. runda             |
| Polski Cukier Muszynianka Fakro Bank BPS | ćwierćfinał          |
| Trefl Sopot                              | 4. runda             |
| Siódemka SK bank Legionovia              | 4. runda             |
| AZS KSZO Ostrowiec Świętokrzyski         | 4. runda             |
| BKS Aluprof Bielsko-Biała                | 4. runda             |
| Budowlani Toruń                          | ćwierćfinał          |

| I liga 12 drużyn                     | I liga 12 drużyn |
| ------------------------------------ | ---------------- |
| Wisła Warszawa                       | ćwierćfinał      |
| WTS Solna Wieliczka                  | 4. runda         |
| MKS Kalisz                           | 3. runda         |
| NOSiR Nowy Dwór Mazowiecki           | 3. runda         |
| Joker Mekro Energoremont Świecie     | 2. runda         |
| Proxima Kraków                       | 2. runda         |
| AZS KU Politechniki Opolskiej        | 2. runda         |
| PWSZ Karpaty Krosno                  | 2. runda         |
| PSPS Chemik Police                   | 1. runda         |
| SMS PZPS Szczyrk                     | 1. runda         |
| KŚ AZS Politechniki Śląskiej Gliwice | 1. runda         |
| Sokołów Nike Węgrów                  | 1. runda         |

| niższe ligi 2 drużyn | niższe ligi 2 drużyn |
| -------------------- | -------------------- |
| AGH Kraków           | 1. runda             |
| SMS PZPS II Szczyrk  | 1. runda             |

## Rozgrywki

### 1. runda
Wisła Warszawa, Joker Mekro Energoremont Świecie ma wolny los
| Data       | Drużyna 1                     | Wynik | Drużyna 2                            | Sety                       |
| ---------- | ----------------------------- | ----- | ------------------------------------ | -------------------------- |
| 19.10.2016 | SMS PZPS II Szczyrk           | 1:3   | PWSZ Karpaty Krosno                  | 11:25, 26:24, 22:25, 23:25 |
| 19.10.2016 | NOSiR Nowy Dwór Mazowiecki    | 3:1   | Sokołów Nike Węgrów                  | 26:28, 25:21, 25:17, 29:27 |
| 19.10.2016 | AZS KU Politechniki Opolskiej | 3:1   | KŚ AZS Politechniki Śląskiej Gliwice | 25:20, 25:20, 17:25, 25:22 |
| 19.10.2016 | WTS Solna Wieliczka           | 3:0   | SMS PZPS Szczyrk                     | 25:21, 25:23, 29:27        |
| 18.10.2016 | AGH Kraków                    | 0:3   | Proxima Kraków                       | 20:25, 13:25, 22:25        |
| 04.11.2016 | MKS Kalisz                    | 3:0   | PSPS Chemik Police                   | walkower                   |

### 2. runda
| Data       | Drużyna 1                        | Wynik | Drużyna 2                     | Sety                              |
| ---------- | -------------------------------- | ----- | ----------------------------- | --------------------------------- |
| 09.11.2016 | PWSZ Karpaty Krosno              | 0:3   | Wisła Warszawa                | 10:25, 15:25, 12:25               |
| 13.11.2016 | NOSiR Nowy Dwór Mazowiecki       | 3:2   | AZS KU Politechniki Opolskiej | 25:15, 21:25, 22:25, 25:18, 15:11 |
| 09.11.2016 | WTS Solna Wieliczka              | 3:0   | Proxima Kraków                | 25:19, 25:19, 25:22               |
| 12.11.2016 | Joker Mekro Energoremont Świecie | 2:3   | MKS Kalisz                    | 16:25, 23:25, 25:19, 25:21, 12:15 |

### 3. runda
| Data       | Drużyna 1                  | Wynik | Drużyna 2           | Sety                |
| ---------- | -------------------------- | ----- | ------------------- | ------------------- |
| 23.11.2016 | NOSiR Nowy Dwór Mazowiecki | 0:3   | Wisła Warszawa      | 16:25, 22:25, 14:25 |
| 23.11.2016 | MKS Kalisz                 | 0:3   | WTS Solna Wieliczka | walkower            |

### 4. runda
| Data       | Drużyna 1                         | Wynik | Drużyna 2                              | Sety                              |
| ---------- | --------------------------------- | ----- | -------------------------------------- | --------------------------------- |
| 18.01.2017 | Chemik Police                     | 3:0   | ŁKS Commercecon Łódź                   | 25:11, 25:18, 25:20               |
| 18.01.2017 | Wisła Warszawa                    | 3:2   | Enea PTPS Piła                         | 28:30, 25:19, 27:29, 26:24, 15:11 |
| 18.01.2017 | Siódemka SK bank Legionovia       | 2:3   | Budowlani Toruń                        | 25:18, 25:23, 25:27, 15:25, 14:16 |
| 18.01.2017 | WTS Solna Wieliczka               | 2:3   | KS Developres Rzeszów                  | 21:25, 25:22, 19:25, 25:17, 7:15  |
| 18.01.2017 | Impel Wrocław                     | 3:0   | BKS Profi Credit Bielsko-Biała         | 25:19, 25:18, 25:18               |
| 18.01.2017 | Tauron MKS Dąbrowa Górnicza       | 3:0   | KS Pałac Bydgoszcz                     | 25:11, 25:18, 25:15               |
| 18.01.2017 | Polski Cukier Muszynianka Muszyna | 3:2   | Trefl Sopot                            | 25:19, 23:25, 22:25, 25:16, 18:16 |
| 18.01.2017 | Budowlani Łódź                    | 3:0   | AZS WSBiP KSZO Ostrowiec Świętokrzyski | 25:19, 25:14, 25:22               |

### Ćwierćfinał
| Data       | Drużyna 1             | Wynik | Drużyna 2                         | Sety                       |
| ---------- | --------------------- | ----- | --------------------------------- | -------------------------- |
| 01.02.2017 | Wisła Warszawa        | 1:3   | Chemik Police                     | 14:25, 22:25, 25:19, 16:25 |
| 01.02.2017 | KS Developres Rzeszów | 3:0   | Budowlani Toruń                   | 26:24, 25:22, 25:21        |
| 01.02.2017 | Impel Wrocław         | 3:1   | Tauron MKS Dąbrowa Górnicza       | 25:18, 20:25, 25:20, 25:13 |
| 01.02.2017 | Budowlani Łódź        | 3:0   | Polski Cukier Muszynianka Muszyna | 25:20, 25:19, 25:17        |

### Półfinał
| Data       | Drużyna 1      | Wynik | Drużyna 2             | Sety                              |
| ---------- | -------------- | ----- | --------------------- | --------------------------------- |
| 04.02.2017 | Chemik Police  | 3:2   | KS Developres Rzeszów | 25:18, 17:25, 25:19, 22:25, 15:9  |
| 04.02.2017 | Budowlani Łódź | 3:2   | Impel Wrocław         | 20:25, 15:25, 28:26, 25:20, 16:14 |

### Finał
| Data       | Drużyna 1     | Wynik | Drużyna 2      | Sety                |
| ---------- | ------------- | ----- | -------------- | ------------------- |
| 05.02.2017 | Chemik Police | 3:0   | Budowlani Łódź | 25:23, 25:16, 25:16 |